# Strandbad Plötzensee

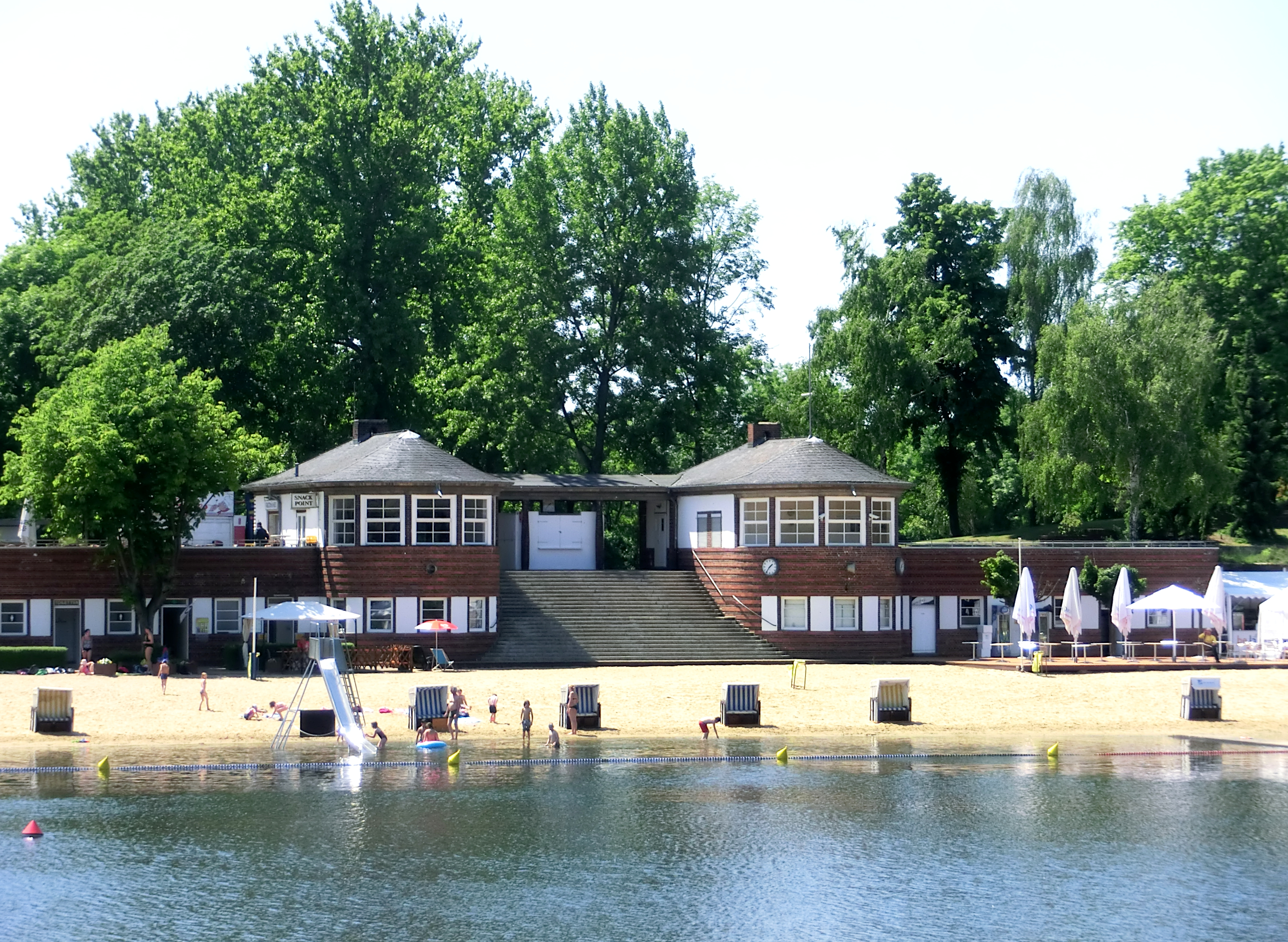
Strand und Hauptgebäude, 2013

Das Strandbad Plötzensee in Berlin-Wedding, ab 1922 erbaut als Wassersportplatz Plötzensee, ist ein denkmalgeschütztes Freibad am Südweststrand des Plötzensees. Es steht in der Tradition mehrerer Plötzenseer Bäder seit den 1840er Jahren. Im späteren 20. Jahrhundert war für die Anlage der Name Freibad Plötzensee verbreitet.
Eigentümer ist das Land Berlin, Träger die kommunalen Berliner Bäder-Betriebe, die das Bad in regelmäßigen Ausschreibungen an private Betreiber verpachten. An heißen Sommertagen kommen bis zu zehntausend Menschen in das Bad.

## Lage
Das Strandbad liegt gut drei Kilometer nordwestlich des Berliner Hauptbahnhofs zwischen dem Plötzensee und dem Berlin-Spandauer Schifffahrtskanal innerhalb einer ausgedehnten Grünfläche, zu der der Volkspark Rehberge, der Goethepark sowie mehrere Friedhöfe gehören. Vierhundert Meter südlich des Bades verlaufen die Seestraße und die Autobahn A100. Südwestlich, jenseits des Schifffahrtskanals, liegen die Gedenkstätte Plötzensee und die Justizvollzugsanstalt Plötzensee.
Das Strandbad liegt an einem der ältesten Landschaftsschutzgebiete Berlins. Seit 1953 ist der See Teil des LSG-06: Volkspark Rehberge einschließlich des Plötzensees.  Das Baden im See ist ausschließlich im Strandbad innerhalb eines mit einer Bojenkette markierten Schwimmbereichs erlaubt. Der sonstige See mitsamt Ufern ist gesperrt.

## Geschichte

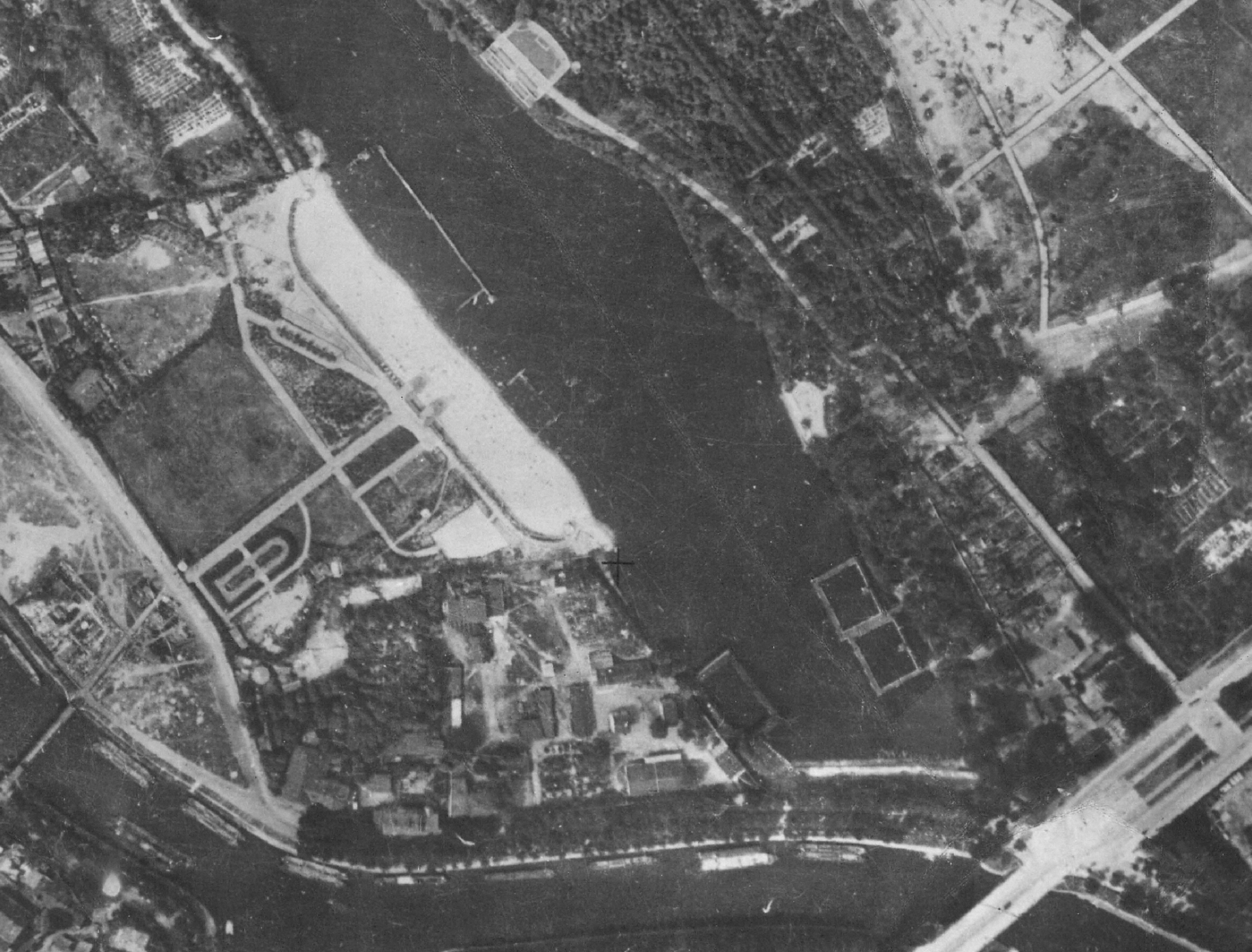
Luftbild 1928: oben links der helle Badestrand, rechts unterhalb im dunklen See die Konturen des ehemaligen Wellenbades, gegenüber zwei Becken des alten Militärbades

Der Plötzensee ist der älteste bewirtschaftete Berliner Badesee. Bislang gab es vier Badeanstalten.
- 1845–1851 gab es ein kleineres städtisches Freibad mit Sandstrand und Bademeister, südöstlich des heutigen Strandbades[5]
- ca. 1850–1918 lag eine Militärische Badeanstalt nahe der Seestraße am Nordostufer, etwa in etwa Höhe des heutigen Bootsverleihs.
- 1877–1918 gab es zwei Wellenbäder: zunächst das Auerbach’sche, ab 1906 dann das ausgebaute Pantzier’sche Wellenbad am südwestlichen Ufer, südlich des heutigen Strandbades
- ab 1922 wurde das Gelände des heutigen Bades angelegt.

### Städtische Badeanstalt 1845–1851
Im Zuge der Preußischen Reformen erwarb die Stadt Berlin 1817 das Vorwerk Wedding, zu dessen ausgedehnten Flächen auch große Teile des Waldgebiets Jungfernheide sowie die darin liegenden Plötzenseen gehörten. Für den großen und kleinen Plötzensee zahlte die Stadt damals 100 Taler. 1839 wurden erste öffentliche Mittel freigegeben und eine „polizeilich erlaubte Badestelle“ eingerichtet, ab 1845 befand sich am Südwestufer des Plötzensees eine kleinere städtische Badeanstalt:

„Für einen hier stationierten Bademeister [waren 1850] 200 Mark durch die städtischen Behörden bewilligt worden. Die Benutzung […] auch durch Nichtschwimmer war dadurch ermöglicht, daß auf eine Strecke hin große Sandmassen in den See geschafft und dadurch am Ufer des sonst außerordentlich tiefen See’s eine seichte Stelle geschaffen war.
Im Jahre 1851 ging die Anstalt ein, […] Die alte Badestelle lockte indessen […] auch in der Folgezeit noch Jahr für Jahr zahlreiche Badende an.“

Ein Grund für das nur kurze Bestehen der ersten Badeanstalt war, dass der Plötzensee damals noch kilometerweit außerhalb der Stadtgrenzen lag:

„Der unbemittelte Bürger-Arbeiterstand [ist] genöthigt, nach Plötzensee zu wandern. [Der See ist] aber so weit entlegen, daß viel Muth dazu gehört, [ihn] bei heißer, staubiger und trockener Witterung zu besuchen. Eine wirkliche Stärkung und Reinigung wird durch den Besuch nicht erlangt. Man kommt eben so bestaubt und erhitzt nach Hause, als man hingegangen ist.“

### Militärbad 1850–1918
1850 ging das Eigentum am Plötzensee von der Stadt Berlin auf den Preußischen Staat über und vis-á-vis der Städtischen Badeanstalt richtete die Preußische Armee ein Militärbad ein. Das Gelände der nahen Rehberge diente der Armee bereits damals als Übungsgelände. Das am Ostufer des Plötzensees gelegene Militärbad stand in der Tradition des Militärsport-Reformers Ernst von Pfuel. Es war zunächst nur ein etwa ein Hektar großes Freigelände in Wald und Wiese, erst ab 1891 gab es auch Gebäude mit Umkleiden. Zum Bad gehörten ein Floß, eine Trennung von Schwimmer- und Nichtschwimmerbereich sowie verschiedene Sprungbretter. Die Becken waren auf zwölf Meter Tiefe ausgeschachtet. Zwischen 1904 und 1920 war der See Teil des Gutsbezirks Plötzensee mit dem preußischen Militär als Gutsherrn.
1906 begann am Militärbad die als Köpenickiade bekannte Hochstapelei des verkleideten Hauptmanns von Köpenick. Dieser stellte dort rund ein Dutzend Soldaten unter sein Kommando und zog mit ihnen durch die Stadt nach Köpenick, um dort spektakulär das Rathaus zu besetzen.

### Ab 1873: Eisfabrik und Moabiter Schützenhaus

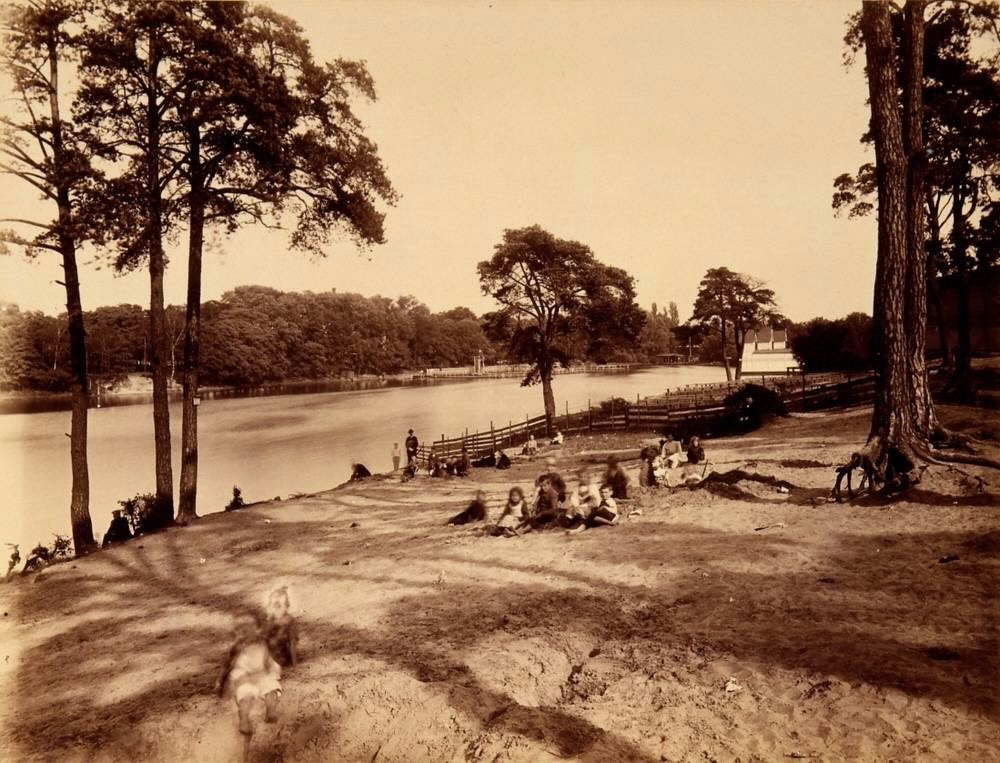
Ehemaliges Steilufer am heutigen Strandbad, 1906

Zwischen See und Eingangsbereich des heutigen Strandbades stand von 1873 bis 1913 das Moabiter Eiswerk. Die gut drei Hektar große Eisfabrik von Moritz und Robert Ahrens verarbeitete gefrorenes Wasser aus dem Plötzensee und wurde 1890 an die Norddeutschen Eiswerke verkauft. Die mit Holzwolle gedämmten Gebäude wurden 1913 bei einem Großbrand zerstört.
Westlich der Eisfabrik, Adresse Nordufer 28 (heute: Jugendgästehaus Nordufer), baute die Moabiter Schützengilde 1874 ihr Schützenhaus und erweiterte es bis zum See um einen Tanzsaal, Kegelbahnen und um mehrere Schaubuden. Ende des 19. Jahrhunderts galt das Schützenhaus als eine „beliebte Volkserhohlungsstätte.“ Die Anlage wurde

„Sonntags, wo hier ein echter Schützenmarkttrubel herrscht, von großen Volksmengen […] besucht. Vom Garten des Schützenhauses aus bietet sich besonders hinter dem Konzertpavillon ein hübscher lohnender Anblick über den See hin, dessen Ufer durch die wellenförmige Gestaltung des Bodens einigermaßen hoch ansteigen.“

### 1877–1918: Wellenbäder

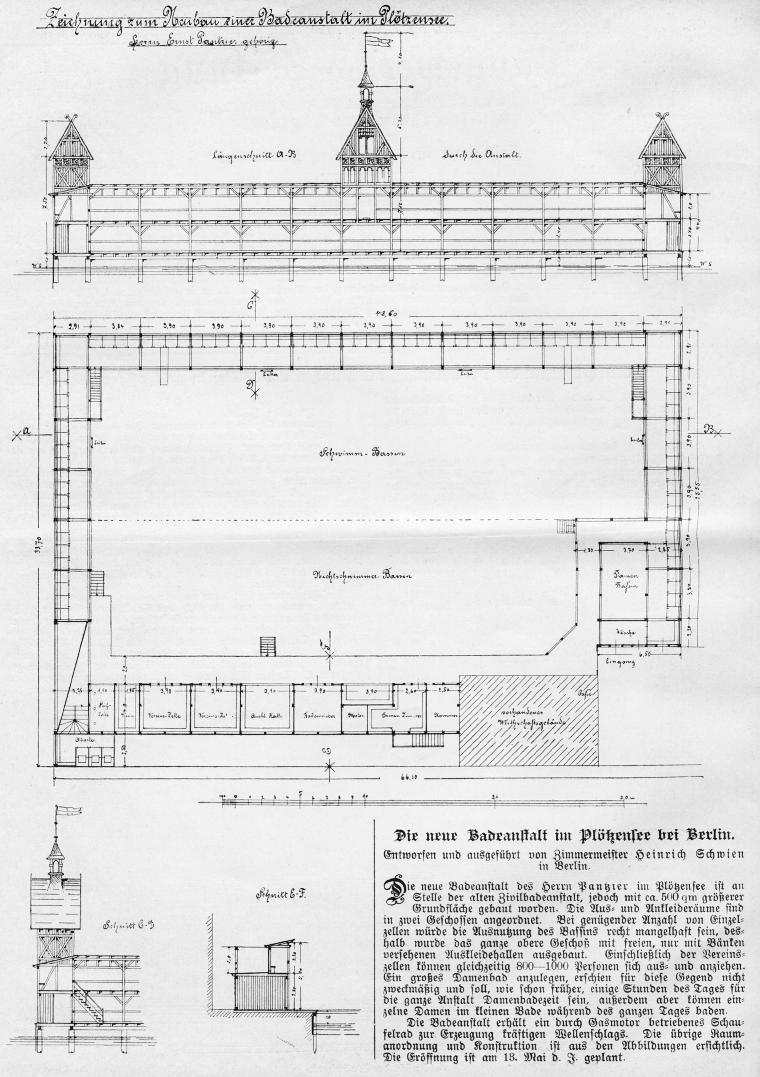
Pantzier’sches Wellenbad 1906

#### Aucherbach’sches Wellenbad 1877–1906
Eine erste größere private Schwimmanstalt errichtete der Turn- und Fechtlehrer Wilhelm Auerbach – nach dem der Auerbachsalto benannt ist. Das 1877 eröffnete Auerbachsche Wellenbad verfügte über ein Schaufelrad, mit dem im Wasser Wellen erzeugt wurden, ferner über getrennte Bereiche für Männer und Frauen und – natürlich – über einen Sprungturm. Das Bad lag nahe der Südspitze des Sees, am Ufer des heutigen Hauses des Unionhilfswerks.

#### Pantzier’sches Wellenbad 1906–1918
1906 wurde das Bad um fünfhundert Quadratmeter vergrößert, wechselte seinen Besitzer und hieß nun Pantzier’sches Wellenbad. Der Zimmermann Heinrich Schwien entwarf große, auf den See hinaus gebaute, zweistöckige Umkleidekabinen, in denen sich bis zu eintausend Badegäste gleichzeitig umziehen konnten. Publikumsattraktion war ein „durch Gasmotor betriebenes Schaufelrad zur Erzeugung kräftigen Wellenschlags.“  Außerdem verfügte das Bad über ein wettkampffähiges 50-Meter-Becken, das auf 100 Meter erweitert werden konnte. Einige Stunden des Tages war „Damenbadezeit“, zusätzlich gab es kleine Einzelbäder.

### Bau des heutigen Bades 1922–1928

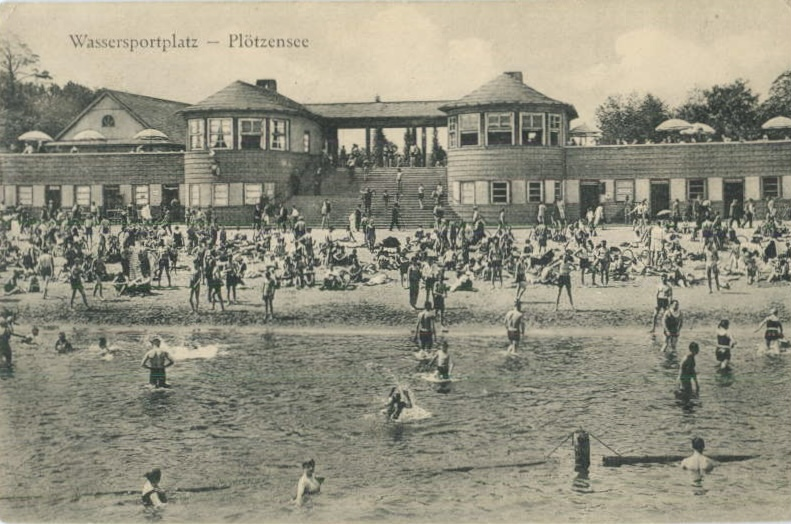
Wassersportplatz Plötzensee, 1929

Mit der Beteiligung mehrerer Schwimmvereine gründete das Bezirksamt Wedding 1922 die Wassersportplatz Plötzensee Gemeinnützige G.m.b.H. Die Eröffnung des Freibadeverkehrs erfolgte zum 1. Juni 1922. In mehreren Jahren Bauzeit wurden bis 1928 die Uferpromenade und das Strandbad gleichzeitig mit dem Volkspark Rehberge angelegt. Das Gelände wurde als Freizeitort für Arbeiterfamilien aus Wedding und Moabit umgestaltet. Konzipiert wurden die Anlagen von Bezirksgartendirektor Rudolf Germer, die Gebäude entwarfen die Architekten Johannes und Walter Krüger im Stil der Neuen Sachlichkeit.
Für den Bau des künstlichen Sandstrandes wurden mehrere Meter der hohen Uferböschung abgetragen und der neue Strand mit einer etwa 250 Meter langen, zum See sich öffnenden u-förmigen Stützmauer eingefasst. In der Mitte des annähernd symmetrischen Aufbaus führt eine breite Treppe aus Granit hinauf auf das alte Uferniveau. Zu beiden Seiten der Treppe wurden vorgewölbte Gebäude mit Fassaden aus rotem Ullendorfer Verblendstein und schiefergedeckten Kegeldächern errichtet und mit Sanitäranlagen und Gastronomieräumen ausgestattet. Die geschwungene Stützmauer, oderhalb derer Terrassen liegen, endet zu beiden Seiten mit einem zweigeschossigen, schiefergedeckten Pavillon. 1929 lobte die Fachpresse den „Wassersportplatz am Plötzensee“ als „eine in schönster landschaftlicher Umgebung liegende, geschmackvolle Anlage.“
Schon bald nach der Eröffnung – bereits auf der Baustelle – kamen im Sommer bis zu zehntausend Menschen am Tag. Mit der hohen Arbeitslosigkeit Ende der 1920er Jahre stiegen die täglichen Besucherzahlen sogar auf bis zu vierzigtausend. Im Jahr 1926 zählte das Bezirksamt Wedding insgesamt 860 Tausend Besucher.

#### Ehemalige Anlagen
Am Ort des 1964 neu errichteten Steges, der ein 50-Meter-Becken umläuft, befand sich zuvor ein größeres 100-Meter-Becken sowie an dessen Nordwestseite ein 10-Meter-Sprungturm mit imposantem Blick über den Strand. Nach dem Zweiten Weltkrieg wurde bis 1951 das 100-Meter-Becken renoviert und ein 50-Meter- und zwei 25-Meter-Becken integriert. Der große Sprungturm wurde durch einen kleineren 5-Meter-Turm ersetzt und bis 1955 mit einer Wasserrutsche ergänzt. Von den Installationen im Wasser erhalten waren 2023 lediglich zwei kleinere Stege sowie das 50-Meter-Becken am nördlichen Ende des Strandbades. Ein größeres Funktionsgebäude, das etwas südlich der Hauptgebäude stand, wurde im Zweiten Weltkrieg zerstört und Anfang der 1950er Jahre durch einen Flachbau ersetzt.
Der Eingang des Freibades lag anfangs an einer Allee, die auf der Symmetrieachse der Anlagen auf geradem Weg vom Hauptgebäude zur Erschließungsstraße Nordufer verlief. In der Nachkriegszeit legte der Bezirk Wedding hier den Sportplatz Nordufer an. Der Eingang des Bades wurde nach Südosten versetzt auf das Gelände der ehemaligen Eisfabrik am Nordufer 26, wo auch eine neue, große Liegewiese angelegt wurde.
2024 hatte das Bad eine Gesamtfläche von 62.111 Quadratmetern.

## Wasserqualität

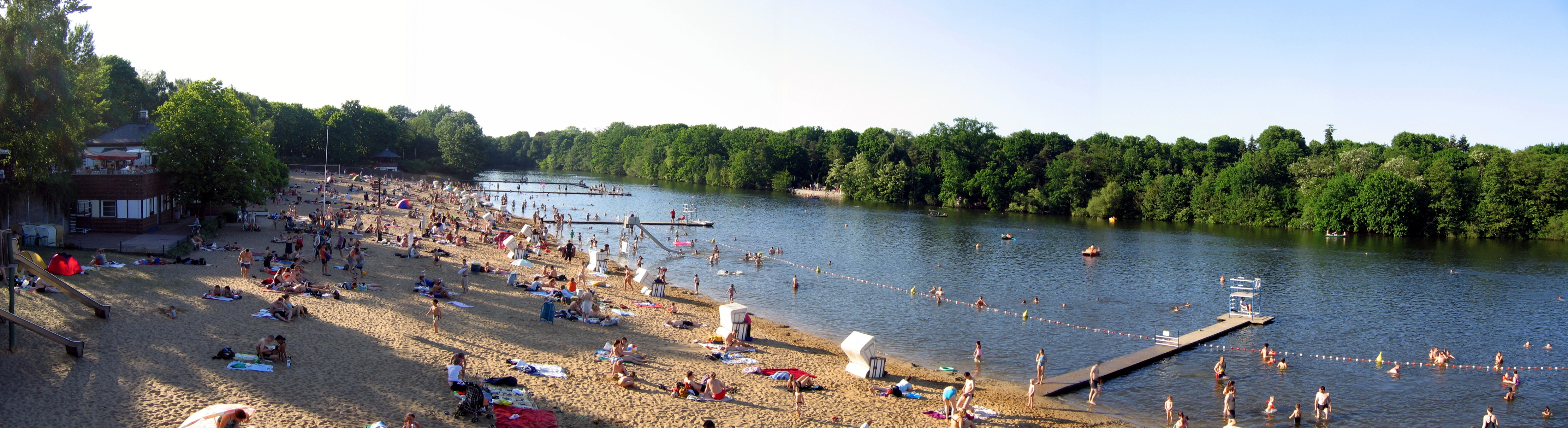
Strand, 2005

Der Plötzensee hat keine oberirdischen Zu- oder Abflüsse, er reagiert auf die Belastung durch Schwimmende relativ empfindlich. In den 1990er Jahren drohte der See umzukippen. Ab 1997 reicherte die Stadtverwaltung den See mit Sauerstoff an und pumpte mehrere tausend Tonnen Faulschlamm ab. Auch, wenn das Wasser mittlerweile als unbedenklich gilt (EU-Einstufung: Ausgezeichnet), kam es wiederholt zum Auftreten von Blaualgen, wie etwa im August 2014.

## Betreiber und Pächter
- 1922–1996: Städtisches Bad mit dem Bezirksamt Wedding als Träger
- seit 1996: unter der Verwaltung der Berliner Bäder-Betriebe
- 2002 erstmals verpachtet an den Gastronom Richard Grunke
- 2009–2019 verpachtet an die Immobilienfirma Erik Müller & Rudolf Singer GbR
- seit 2019: verpachtet an die Nordufer Event GmbH von Michel Verhoeven und Katharina Zahn

## Wissenswertes
- Anfang September 1984 fand im Freibad Plötzensee das Open Water Festival statt. Zu den auftretenden Bands gehörten Dave Edmunds, das Electropop-Duo Yello und die damaligen Newcomer Die Ärzte.[23]
- Der Schriftsteller Wolfgang Herrndorf beschreibt in seinem autobiographischen Werk Arbeit und Struktur (2013) seine vielfachen Besuche im Strandbad Plötzensee und Umgebung.[24]
- Der Leipziger Rapper Morlockko Plus veröffentlichte 2022 ein Album namens Der Schatz im Plötzensee.